# Epicosymbia albivertex
Epicosymbia albivertex är en fjärilsart som beskrevs av Swinhoe 1892. Epicosymbia albivertex ingår i släktet Epicosymbia och familjen mätare. Inga underarter finns listade i Catalogue of Life.